# Фуенте-Обехуна
Фуенте-Обехуна (ісп. Fuente Obejuna) — муніципалітет в Іспанії, у складі автономної спільноти Андалусія, у провінції Кордова. Населення — 5225 осіб (2010).
Муніципалітет розташований на відстані близько 280 км на південний захід від Мадрида, 70 км на північний захід від Кордови.
На території муніципалітету розташовані такі населені пункти: (дані про населення за 2010 рік)
- Ель-Алькорнокаль: 98 осіб
- Аргальйон: 385 осіб
- Каньяда-дель-Гамо: 38 осіб
- Ла-Карденчоса: 268 осіб
- Ла-Коронада: 378 осіб
- Куенка: 264 особи
- Фуенте-Обехуна: 2800 осіб
- Лос-Моренос: 68 осіб
- Навалькуерво: 51 особа
- Охуелос-Альтос: 212 осіб
- Охуелос-Бахос: 65 осіб
- Лос-Панчес: 36 осіб
- Піконсільйо: 77 осіб
- Порвенір-де-ла-Індустрія: 287 осіб
- Посаділья: 198 осіб

## Демографія
Динаміка населення (INE ):

## Галерея зображень

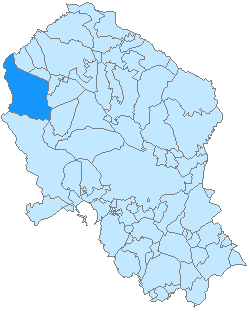
Розташування муніципалітету у провінції Кордова